# Bătălia de la Ayacucho

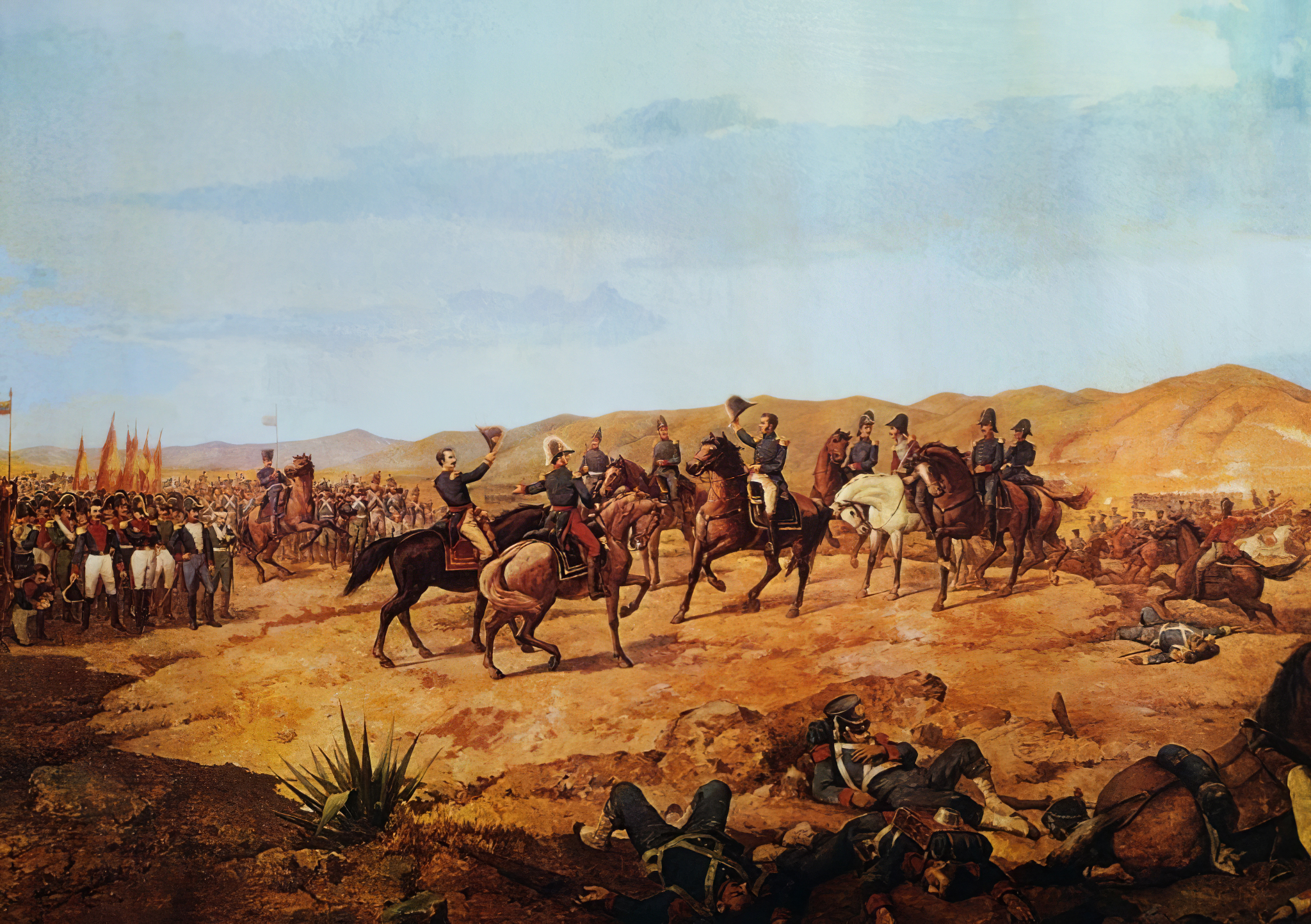
Bătălia de Ayacucho

Bătălia de la Ayacucho, purtată pe 9 decembrie 1824, a fost un moment decisiv în Războiul de Independență al Americii de Sud împotriva dominației spaniole. A avut loc în apropierea orașului Ayacucho, în regiunea muntoasă a Peruului, și a fost una dintre ultimele confruntări majore care au marcat sfârșitul dominației coloniale spaniole în America de Sud.
Context istoric:
Războaiele de independență din America de Sud au fost conduse de lideri precum Simón Bolívar și Antonio José de Sucre. Acestea au fost inspirate de mișcările de independență din America de Nord și Franța.
În 1824, Peru era unul dintre ultimele bastioane ale puterii spaniole pe continent.
Forțele participante:
Armata revoluționară: Condusă de generalul Antonio José de Sucre, un aliat apropiat al lui Simón Bolívar, aceasta era formată din soldați din diverse țări (Venezuela, Columbia, Ecuador, Peru, Argentina și Chile).
Armata regalistă: Condusă de viceregele José de la Serna, reprezenta autoritatea spaniolă în regiune.
Desfășurarea bătăliei:
Bătălia s-a desfășurat pe Platoul Quinua, lângă Ayacucho.
Sucre a demonstrat o strategie militară remarcabilă, utilizând terenul în avantajul său și coordonând atacurile pentru a dezorganiza forțele spaniole.
Armata regalistă, deși inițial mai numeroasă, a fost învinsă decisiv. Viceregele de la Serna a fost capturat, alături de alți comandanți importanți.
Rezultate și impact:
Capitularea de la Ayacucho: După bătălie, generalul Canterac, succesorul lui de la Serna, a semnat un tratat prin care armata spaniolă din Peru s-a predat. Aceasta a marcat sfârșitul dominației spaniole în regiune.
Independența Americii de Sud: Victoria a consolidat procesul de independență pentru Peru și alte țări vecine.
Consolidarea leadership-ului lui Bolívar: Acesta a devenit simbolul luptei pentru eliberare în întreaga regiune.
Moștenire:

Bătălia de la Ayacucho este considerată un moment simbolic în istoria Americii Latine. A demonstrat unitatea popoarelor din regiune împotriva colonialismului și a contribuit la formarea națiunilor independente din America de Sud.